# Charles Gave
Pour les articles homonymes, voir Gave.
 (juillet 2022).
Charles Gave, né le 14 septembre 1943 à Alep en Syrie, est un essayiste, financier et entrepreneur français, dirigeant fondateur de Gavekal, société de conseil financier, et président du think tank libéral et conservateur l'Institut des libertés.
Souvent présenté par la presse comme étant un économiste libéral, il est l'auteur de plusieurs essais, dans lesquels il annonce notamment la fin du modèle de l'État-providence et la faillite de l'euro.
Libéral-conservateur, il est eurosceptique et apporte un temps son soutien à Debout la France en vue des européennes de 2019. Proche de l'extrême droite identitaire, il soutient un temps la candidature d'Éric Zemmour à l’élection présidentielle de 2022.

## Biographie

### Enfance et formation
Charles Gave est né le 14 septembre 1943 à Alep. Il est le fils du commandant Pierre Édouard Gave, rallié à la France libre en août 1941 après les combats en Syrie et condamné à mort par contumace par le régime de Vichy, et de Marie Claire Schoeffler, fille du gouverneur de l'État des Alaouites en Syrie pendant la mandature française,,.
Il est diplômé de l'Institut d'études politiques de Toulouse (promotion 1967) et obtient aussi un DESS d'économie à Toulouse,. Il est également titulaire d'un MBA de finance et gestion, obtenu aux États-Unis,. Charles Gave est souvent présenté par la presse comme étant un « économiste »,,,, ou un « économiste libéral »,,. Pour La Croix, il est un « économiste des marchés financiers ».

### Vie privée et familiale
Charles Gave est le père de deux garçons et deux filles, dont Emmanuelle Gave, ancienne avocate et elle-même mère de deux filles. Elle est directrice de l'Institut des libertés, qu'elle a fondé avec son père, Jean-Jacques Netter et d'autres hommes d'affaires en 2012. En 2018, elle est signataire d'une tribune de soutien au mouvement d'extrême droite Génération identitaire. Favorable à la remigration, elle adhère en 2018 à Debout la France, où Ivanne Trippenbach estime qu'elle apporte une « touche radicale-libérale ». La même personne la juge[incompréhensible] « insérée dans les milieux néoconservateurs ». En février 2019, elle est confrontée à d’anciens messages « tendancieux » et jugés racistes, à l'occasion d'un ménage dans son compte Twitter, ce qui déclenche un effet Streisand. La polémique conduit Nicolas Dupont-Aignan à la retirer de sa liste de candidats aux élections européennes de juin 2019, ce qui lui fait perdre le soutien financier de son père.
Depuis 2018, la famille Gave est propriétaire du club Biarritz olympique. Ses dirigeants ont été condamnés pour diffamation, dans un différend qui les opposait au journal Sud Ouest, et connaissent des conflits tant avec la préfecture des Pyrénées-Atlantiques qu'avec la mairie de Biarritz. Charles Gave est par ailleurs, via sa sœur Francine Gave, l'oncle de Béatrice Loustalan dite Béatrice Ardisson.

### Carrière professionnelle
Charles Gave commence sa carrière comme analyste financier dans une banque française d’investissement, la Banque de Suez.
Il crée sa première entreprise, Cegogest, en 1974, à 30 ans, spécialisée en allocation d'actifs. Avec le Suisse Beat Notz, président de Notz Stucki à Genève, il est, selon Le Temps, l'inventeur du métier de conseil en investissement, et se spécialise dans la recherche.
En 1981, il part s'installer à Londres, au lendemain de l'élection de François Mitterrand : « pas pour des raisons fiscales, je n’avais pas un sou, mais idéologiques : je refusais de vivre dans un pays où des communistes avaient rejoint le gouvernement ». Il critique alors le communisme, une idéologie ayant « tué 100 millions de personnes »,.
Charles Gave passe de la recherche économique pure à la gestion de fonds et la mise en application de ses propres conseils d'investissement en cofondant en 1986 Cursitor-Eaton Asset Management, à Londres[réf. nécessaire]. Il en est le directeur des investissements. Vendue en 1995 à Alliance Capital, la société gère alors 10 milliards de dollars.
En 1999, il fonde une société de recherche et de conseil en gestion de portefeuille, nommée Gavekal, à Londres, puis transférée à Hong Kong en 2001, avec son fils Louis-Vincent et Anatole Kaletsky, éditorialiste au Times. Gavekal conseille 800 institutions dans le monde, et diffuse une lettre d'information quotidienne d'analyse des marchés lue par 17 000 gérants de fonds. Gavekal revendique la gestion de fonds, pour le compte d’investisseurs institutionnels et d’investisseurs privés, pour un total d’environ 3,5 milliards de dollars.
Sa fortune, en partie hébergée dans des paradis fiscaux, n'est pas connue avec précision.
Il est membre du conseil d'administration de Scor de 2011 à 2015. Il a également été aux conseils de plusieurs fonds d’investissement, notamment à Londres et à Hong Kong. En février 2018, il devient administrateur du club de rugby à XV Biarritz olympique Pays basque, dont les difficultés financières ont conduit son actionnaire principal Bruno Ledoux à lui demander d'entrer au capital,. En juillet 2018, il devient vice-président du conseil de surveillance présidé par son fils Louis-Vincent. Le Biarritz Olympique est cédé en avril 2024. 

## Engagement politique
Après son retour en France en 2015, l’homme d’affaires s’investit financièrement dans la vie politique française. Il est partisan d'une union des droites. Proche des milieux d'extrême droite selon La Lettre A et Mediapart,, il affiche selon L'Express « des idées identitaires, eurosceptiques et ultralibérales assumées » et selon Le Figaro et France 24, il est partisan de la théorie conspirationniste du « grand remplacement »,.
En mai 2021,  il co-signe avec Pierre-Yves Rougeyron, Guillaume Bigot, et Florian Philippot une tribune pour établir le Référendum d’initiative citoyen (RIC), mis à l’honneur par le mouvement des gilets jaunes et appel au respect du Référendum de 2005.

### Institut des libertés
Il est le président du think tank « Institut des libertés », que sa fille  a fondé en 2012 avec Jean-Jacques Netter et Jean-Claude Gruffat. Il prône dans ce laboratoire d'idées le libéralisme économique. L'institut est qualifié de « libéral » ou d'« ultralibéral »,, « libéral-conservateur » ou « très à droite »,. D'après Le Temps, Charles Gave poursuit avec cet institut un projet « éducatif ». Selon L'Opinion, l'objectif de Charles Gave est de « rééduquer les citoyens endoctrinés par le socialisme » avec comme public prioritaire la jeunesse, et l'institut accueille 70 élèves chaque année, auxquels il dispense une formation au libéralisme.
Charles Gave affirme que le libéralisme n’est pas dirigé « contre les pauvres », mais qu'il est inutile de tenter de convaincre le pouvoir politique que le libéralisme est « bon pour la prospérité », les mentalités ayant été, selon lui, « déformées » par le système éducatif aux mains des « ennemis de la liberté » : d'après L'Opinion, c'est ce qui a conduit Charles Gave à développer l'institut,.
L'institut est une école associative qui, selon ses propres termes, « recrute et forme des étudiants courageux pour servir la France », et d'après L'Opinion, Charles Gave assume un « côté messianique » en dépit des moqueries.
D'après Libération, l'Institut des libertés vise à former « des étudiants et jeunes actifs destinés à devenir les futurs cadres de la droite dure ». Le journal indique que Marion Maréchal y est passée et s'en est inspirée pour fonder son propre institut. Selon Libération, Charles Gave « reçoit le gratin de l'extrême droite » : dans l’émission qu’il anime pour la chaîne YouTube de l’institut, il a eu des entretiens avec notamment Florian Philippot, Robert Ménard ou Jean Messiha. Un des enfants de Charles Gave, Emmanuelle Gave, dirige cet institut,.
D'après France 24, Charles Gave développe « sans complexe » sur le site de l'Institut des libertés ses « pensées d'extrême droite ». En septembre 2017, il donne à son billet pour titre « La peste blanche » et y prédit « la disparition quasiment certaine de la population caucasienne en Europe ».

### Proximité avec Debout la France
En septembre 2018, Le Figaro indique que Charles Gave est depuis quelques mois l'un des proches conseillers de Nicolas Dupont-Aignan, aux côtés de Paul-Marie Coûteaux et Patrick Buisson.
Charles Gave soutient Nicolas Dupont-Aignan tout en estimant que ce dernier n'est pas un libéral, mais qu'il a identifié que le « vrai problème » serait « le coup d’État d’une classe non élue qui a pris le pouvoir avec Bruxelles, que l’on ne peut pas élire ni virer ». Charles Gave estime que la souveraineté est passée du peuple à la technocratie, il est favorable au « Brexit », qui est le retrait du Royaume-Uni de l'Union européenne, et recommande pour la France un « Bruxit », c'est-à-dire « la sortie de la bureaucratie bruxelloise de l’Union européenne »,. Charles Gave apprécie que Nicolas Dupont-Aignan ait quitté le RPR lorsque Nicolas Sarkozy a fait ratifier le traité de Lisbonne par le parlement français en 2008. Il apprécie également que Nicolas Dupont-Aignan ait brisé le « tabou mitterrandien » en votant pour Marine Le Pen au deuxième tour des élections présidentielles de 2017,.
Comme sa fille Emmanuelle Gave, membre de Debout la France (DLF) annoncée comme numéro 4 de la liste des Amoureux de la France aux élections européennes de 2019, Charles Gave doit pour ces élections figurer sur cette liste, en 43e position. Il doit contribuer à financer la campagne de DLF pour un montant de deux millions d'euros, d'après L'Opinion, mais il y renonce après que sa fille eut été écartée de la liste en février 2019 en raison de tweets jugés racistes,,.

### Soutien à Éric Zemmour
Charles Gave soutient durant plusieurs mois la candidature d'Éric Zemmour à l'élection présidentielle de 2022, lui offrant un prêt de 300 000 euros au cas où il se présente,,. Libération classe Charles Gave à l'« extrême droite » et affirme qu'il veut faire parvenir au pouvoir la « ligne dure, libérale, conservatrice et identitaire dont il se revendique »[pertinence contestée]. Pour BFM TV, Charles Gave est « proche de l'extrême droite » et veut réunir toutes les droites « des plus modérées aux plus extrêmes ».
D'après Libération, Charles Gave possède un patrimoine très important et s'inspire des « pratiques anglo-saxonnes de financement de la démocratie par les grandes fortunes ». Lors d'un entretien avec Paris Match en juillet 2021, Charles Gave déclare que la campagne d'Éric Zemmour ne « coûtera pas cher, on lancera une chaîne YouTube depuis la Russie et on se débarrassera des sangsues, des brigands, de cette haute fonction publique »,.
Finalement, il se retire de la campagne de Zemmour en novembre 2021, tout en précisant que son retrait n'est pas lié à « des désaccords ». La presse voit plusieurs motifs à ce retrait. Charles Gave est favorable à la sortie de l'euro tandis que Zemmour défend la place de la France dans l'Union européenne.
L'argent prêté par Charles Gave ne peut légalement servir à financer la campagne de Zemmour, la Commission nationale des comptes de campagne ayant déclaré : « L’appel d’un parti politique à des prêts de personnes physiques doit clairement être destiné à financer le parti, et non un candidat à l’élection présidentielle ». Une des filles de Charles Gave, Emmanuelle Gave, s'est brouillée avec deux membres de l'équipe de campagne de Zemmour,,,.

## Prises de position et controverses
Pendant vingt ans, il entretient une relation épistolaire avec Milton Friedman qu'il a rencontré à plusieurs reprises.

### Critiques de l'euro
Son premier livre, Des lions menés par des ânes, qui est sous-titré Essai sur le crash économique (à venir mais très évitable) de l'Euroland en général et de la France en particulier, rencontre un succès d’estime, avec 20 000 exemplaires vendus. Partisan de monnaies nationales (un État, une volonté commune, une monnaie), Charles Gave prédit la faillite de l'euro dans ce livre publié en 2003,. Par ailleurs, il fait partie des personnalités signataires de la pétition du site referendum-ue.org pour l'organisation d'un référendum sur l'appartenance de la France à l'Union européenne.

### Vision du libéralisme
Il défend le libéralisme économique, c'est-à-dire, selon Le Point, la « liberté d'entreprendre »,. Il prône une diminution du poids de l’État, qui devrait selon lui se concentrer uniquement sur ses fonctions régaliennes,,. Selon Charles Gave, plus le poids de l'État est important, plus la croissance économique s'affaiblit et plus le chômage augmente. Il affirme qu'il n'existe aucun exemple historique où une économie gérée par l'État « ne se soit conclue autrement que par la faillite et la tyrannie ». Et il décrit les entreprises françaises comme accablées de charges, réglementation et taxes, mises en place par des fonctionnaires « incompétents ».
Charles Gave défend la « destruction créatrice » pour favoriser la croissance. En 2014, il affirme que les lois françaises empêchent la destruction créatrice, ce qui a pour conséquence d'empêcher la création et donc la croissance. Pour cette raison, il prédit cette année-là l'effondrement de l'économie française qui devrait résulter de la loi pour la croissance portée par Arnaud Montebourg. Le Point affirme qu'Arnaud Montebourg est dans une démarche de patriotisme économique, d'antimondialisation et d'antilibéralisme.
Dans son livre Un libéral nommé Jésus, Charles Gave déclare que « ce qui compte, c’est la volonté de prendre des risques et de s’exposer » et affirme que les évangiles défendent la prise de risque. Il étaye son propos en citant la Parabole des talents, dont il publie cet extrait : « Car on donnera à celui qui a, et il sera dans l’abondance. Quant à celui qui n’a pas, on lui ôtera même ce qu’il a ». Concernant la prise de risque, le journaliste Patrick Fauconnier objecte dans Challenges que, dans les entreprises, le salarié « court l'essentiel des risques, le capital étant super protégé ».
Il est en faveur d'une forme libre de cryptomonnaie, tout en considérant que cette forme de monnaie ne peut pour l'instant se substituer à la monnaie conventionnelle et est donc à éviter.

### Islam
Sur Sud Radio, il déclare : « J’ai le droit de dire que l’islam est une saloperie. Je m’en fous [de choquer] si c’est la vérité. C’est la vérité ».
En février 2021, il prend la parole lors d'une manifestation opposée à la dissolution par le gouvernement du groupuscule d'extrême droite anti-islam Génération identitaire.

### Complotisme
Selon l’Agence France-Presse (AFP), Charles Gave est partisan de la théorie controversée du grand remplacement. En 2017, il publie un article à ce sujet dans le magazine Causeur, qualifié de « délirant » par le journal Libération. Il participe au renflouement du magazine Causeur l'année suivante.
Il est aussi critique envers George Soros. Par ailleurs, il utilise la notion d'État profond (Deep State). En octobre 2020, il débat de cette notion sur Sud Radio, déclarant notamment : « Tout l'État profond se met à!)M fond pour Biden ». En 2017, il écrit : « Une véritable tentative de coup d’État est en cours contre le président Trump. Qui sont les comploteurs ? En premier, nous trouvons des hommes de l'ombre et de pouvoir, ceux qui peuplent ce qu'il est convenu d'appeler l’État profond » ; il désigne comme « comploteurs » les « services secrets, les grands médias et les juges politisés ».

### Sexisme
L’émission Quotidien indique qu’il a revendiqué « le droit de [leur] mettre la main aux fesses » et déclaré que la femme, mère de famille, qui doit nourrir ses enfants, est « un animal différent », qui ne « s’intéresse pas au sort de l'humanité : s'il n'y a rien dans le frigidaire, le réchauffement atmosphérique, elles s'en foutent. »

### Environnement
En 2018, il publie un texte intitulé L'écologie, une nouvelle Foi dans lequel il défend une position climatosceptique, affirmant que le réchauffement climatique d'origine anthropique serait une invention destinée à contrôler la population.
Il soutient financièrement, via son fils Louis-Vincent Gave et la holding Cantio, la revue Transitions et énergies, qui publie régulièrement des articles critiques envers l'écologie politique et les mesures environnementales imposées aux industriels.

### Politique étrangère
Il est favorable au Brexit et applaudit l’élection de Donald Trump.

## Ouvrages
- Des lions menés par des ânes (préf. Milton Friedman), Paris, Robert Laffont, 2003 (ISBN 2221099109, BNF 38989628).
- Un libéral nommé Jésus, Paris, Bourin, 2005 (ISBN 2849410209, BNF 39976362).
- C'est une révolte ? Non, Sire, c'est une révolution. L'intelligence prend le pouvoir, Paris, Bourin, 2006 (ISBN 284941042X, BNF 40197250).
- Libéral, mais non coupable, Paris, Bourin, 2009 (ISBN 284941137X, BNF 42081165).
- L’État est mort, vive l’état !, Paris, Bourin, 2010 (ISBN 2849411922, BNF 42298839).
- Sire, surtout ne faites rien !, Paris, Jean-Cyrille Godefroy, 2016 (ISBN 2865532852, BNF 45130459).
- La vérité vous rendra libre, Paris, Éditions Pierre de Taillac, 2023 (ISBN 2364452651, BNF 47378827).
- Cessez de vous faire avoir !, Éditions Pierre de Taillac, 2024, 96 p. (ISBN 236445302X).

## Décoration
- Chevalier de l'ordre national du Mérite[75]